# Trattato di Torino (1696)
Il trattato di Torino del 1696 fu l'atto decisivo che pose fine momentaneamente alle ambizioni di conquista del duca piemontese Vittorio Amedeo II di Savoia e lo costrinse a passare nell'alleanza francese nell'ambito della guerra della Grande Alleanza.

## Antefatto
La guerra che il Piemonte guidato da Vittorio Amedeo II di Savoia e alleato con spagnoli ed imperiali conduceva dal 1690 contro i francesi di Luigi XIV, stava attraversando un momento critico. Dopo la disastrosa battaglia di Staffarda e il fallito assedio di Cuneo da parte dei francesi, il generale Catinat aveva sconfitto nuovamente l'esercito piemontese occupando Montmélian il 22 dicembre 1691.
Luigi XIV, vista la posizione di debolezza dei Savoia, propose allora un accordo a Vittorio Amedeo II. Il Ducato in quel momento vedeva in pericolo la stessa discendenza dinastica poiché Vittorio Amedeo, ancora senza figli, era stato colpito dal vaiolo. Il duca rifiutò però le proposte francesi e nominò il cugino Emanuele Filiberto di Savoia-Carignano, che allora aveva appena 8 anni, come suo successore.
Sopravvissuto alla malattia, Vittorio Amedeo dovette però subire un'ulteriore sconfitta nella battaglia della Marsaglia del 1693, dopo la quale dovette ritirarsi a Moncalieri con le forze rimastegli.

## Il trattato di Torino
Vittorio Amedeo II, per salvare i suoi stati, il 29 agosto 1696 accettava la rinnovata alleanza con i francesi concedendo in sposa a Luigi di Borgogna la figlia Adelaide. Alcune clausole del trattato prevedevano il mantenimento di Pinerolo sotto controllo francese ed il passaggio della fortezza di Casale al duca di Mantova, in quanto Stato neutrale.
Passò un po' di tempo prima che Vittorio Amedeo II potesse dichiarare pubblicamente di essere passato dalla parte francese, per timore di attacchi nemici, sebbene già da tempo gli imperiali sospettavano il tradimento del duca sabaudo. Quando ciò divenne fatto pubblico, i soldati francesi entrarono in Piemonte per difenderlo dagli ex alleati.